# Ernst Krebs
Ernst Krebs (n. 4 noiembrie 1906, München, Imperiul German – d. 20 iulie 1970, Gauting, Bavaria, Germania) a fost un canoist ce a reprezentat Germania, medaliat olimpic. A participat la o ediție a Jocurilor Olimpice (1936) în care a câștigat o medalie de aur.

## Participări
Lista de mai jos prezintă principalele competiții la care a participat Ernst Krebs de-a lungul carierei.
- Olympische Sommerspiele 1936/Kanu – Einer-Kajak 10.000 m (Männer)[*]